# Associação Académica do Sal
Associação Académica do Sal is een Kaapverdische voetbalclub. De club speelt in het voetbalkampioenschap van Sal (Eiland Divisie), op Espargos in Sal, waarvan de kampioen deelneemt aan het Kaapverdisch voetbalkampioenschap, de eindronde om de landstitel.

## Erelijst
Kaapverdisch voetbalkampioenschap
1992/93
Voetbalkampioenschap van Sal
1992/93, 1993/94, 1995/96, 2000/01, 2004/05
Openingstoernooi van Sal
2001/02, 2006/07
Beker van Sal
2005, 2007, 2008, 2011

## Trainer
- Lúcio Antunes, 2009-2010